# Peder Østlund
Peder Østlund (født 7. maj 1872, død 22. januar 1939) var en norsk skøjtehurtigløber
Han var verdensmester i allround-hurtigløb på skøjter i 1898 og 1899, europamester i samme disciplin i 1899 og 1900 samt norsk mester i 1898. Han var i sin karriere indehaver af ti verdensrekorder, og han satte fire af dem i weekenden 10.-11. februar 1900 i Davos.

## Verdensrekorder
| Disciplin | Tid     | Dato             | Sted      |
| --------- | ------- | ---------------- | --------- |
| 1500 m    | 2.32,6  | 25. februar 1893 | Hamar     |
| 1500 m    | 2.31,4  | 24. februar 1894 | Hamar     |
| 1500 m    | 2.28,8  | 25. februar 1894 | Hamar     |
| 500 m     | 0.46,6  | 7. februar 1897  | Trondheim |
| 1500 m    | 2.23,6  | 7. februar 1898  | Davos     |
| 1000 m    | 1.38,0  | 16. januar 1899  | Davos     |
| 500 m     | 0.45,2  | 10. februar 1900 | Davos     |
| 1000 m    | 1.34,0  | 10. februar 1900 | Davos     |
| 1500 m    | 2.22,6  | 11. februar 1900 | Davos     |
| 10.000 m  | 17.50,6 | 11. februar 1900 | Davos     |